# Paithan
Paithan, est une ville et un conseil municipal du district de Chhatrapati Sambhajinagar dans l'État indien du Maharashtra. Lors du recensement de l'Inde de 2001, sa population s'élève à 34 556 habitants.